# 근대의 초극
근대의 초극(일본어: 近代の超克 킨다이노쵸코쿠[*])은 제2차 세계대전 중인 1942년 7월 일본에서 개최되어 13명의 평론가가 참석한 심포지엄이다. 이 심포지엄의 내용이 『문학계』 1942년 9월호와 10월호에 게재되었고, 1943년 단행본으로 정리간행되었다.
이 심포지엄은 영미를 상대로 전쟁이 개전한 시국에서, 메이지시대 이래로 일본 문화에 지대한 영향을 미쳐온 서양문화를 총괄하고 극복하는 것을 표방하였다.
태평양전쟁 개전 직후 열린 이 심포지엄은 전쟁수행과 파시즘을 사상적으로 지지했다고 전후에 비판받았다. 특히 타케우치 요시미가 『근대일본사상사강좌』 제7권(1959년)에 논문 「근대의 초극」을 기고하여, 당시에는 거의 잊혀졌던 이 심포지엄을 비판적으로 검토해서 일본사상사의 문제로서 전면총괄할 것을 제기했다.

## 참석자 및 그들의 논문
참가자 대부분은 경도학파(「세계사의 철학」파) 철학자, 『일본낭만파』 동인, 『문학계』 동인들로 이루어져 있었다. 이하 직책명은 심포지엄 개최 당시의 것이다.
- 닌시타니 케이지 - 경도학파 철학자. 경도제국대학 조교수. 논문 「『근대의 초극』 사론(私論)」을 집필.
- 모로이 사부로 - 음악평론가. 동양음악학교・동경고등음악원 강사. 논문 「오등의 입장에서」를 집필.
- 스즈키 시게타카 - 경도학파 서양사학자. 경도제국대학 조교수.
- 키쿠치 세이시 - 물리학자. 오사카제국대학 교수. 논문 「과학의 초극에 대하여」를 집필.
- 시모무라 토라타로 - 경도학파 과학사학자. 동경문리과대학 교수. 논문 「근대의 초극의 방향」을 집필.
- 요시미츠 요시히코 - 철학자, 천주교 신학자. 동경제국대학 강사. 논문 「근대의 초극의 신학적 근거」를 집필.
- 고바야시 히데오 - 『문학계』 동인 출신 문예평론가. 메이지대학 교수.
- 카메이 카츠이치로 - 『일본낭만파』 동인 출신 문예평론가. 논문 「현대정신에 관한 각서」를 집필.
- 하야시 후사와 - 『문학계』 동인 출신 문예평론가. 논문 「근왕의 마음」을 집필.
- 미요시 타츠지 - 『문학계』 동인 출신 시인. 메이지대학 강사. 논문 「략기(略記)」을 집필.
- 츠무라 히데오 - 영화평론가. 『아사히신문』 기자. 문부성 전문위원. 논문 「무엇을 깰 것인가」를 집필.
- 나카무라 미츠오 - 『문학계』 동인 출신 문예평론가. 논문 「「근대」에 대한 의혹」을 집필.[3]
- 카와카미 테츠타로 - 『문학계』 동인 출신 문예평론가. 논문 「『근대의 초극』 결어(結語)」을 집필.